# Владичански двор у Вршцу
Владичански двор у Вршцу је двор (боравиште) владике банатског, раније владике вршачког. У непосредној је близини епархијске Саборне цркве.
Владичански двор у Вршцу једна од највелелепнијих грађевина у граду Вршцу, а такође је један од најлепших примера владичанских дворова у Српству. То је истовремено и најстарији Владичански двор Српске православне цркве и једини је ове намене из раздобља барока.
Владичански двор у Вршцу је Споменик културе од изузетног значаја.

## Историјат
Здање владичанског двора је изграђено између 1750. и 1757. године, док је владика био Јован Георгијевић. Изграђен је као репрезентативна спратна грађевина за потребе епископа вршачких, након пресељења епархије из Карансебеша у Вршац. У приземљу двора је капела посвећена Светим архангелима Михајлу и Гаврилу, са иконостасом, осликаним између 1761. и 1765. године. Иконостас спада у ретке сачуване иконостасе из 18. века.
Радикалну обнову, која је у потпуности изменила изглед грађевине, извршио је владика Гаврило Змејановић 1904. године, када је измењен улазни део и обновљен кров. У то време је главна фасада добила необарокни и неоренесансни декоративни програм, пиластре и нове прозоре, док основа зграде није битно измењена. Касније обнове нису суштински мењале изглед грађевине.

## Значај
Једноставна архитектура барокног дворца, са симетријом и ритмичним низом прозорских отвора, допуњена је наглашеним средишњим ризалитом који у висини атике има балустраду и посебно изведено мансардно кровиште украшено разнобојним црепом. Ограда парка са богатом барокном комбинацијом зидне масе и кованог гвожђа је аутентична. Зграда је живећа, јер се у двору се налази седиште банатског епископа, а зграда представља споменик културе од изузетног значаја.
У двору се налазе вредне збирке икона, укључујући чудотворну икону Богорице Бездинсе, портрети најзначајнијих владика вршачке епархије и велика библиотека. Збирка икона сакупљене у Банату обухвата раздобље од три века, при чему су највредније иконе сликара Зогофа из прве половине 18. века. Иконе у збирци су дела: Зогофа Петра, Првула, Шербана Поповића, Недељка Поповића, Јована Четиревића Грбована и непознатих мајстора. Група икона барокног раздобља српске уметности представљена је делима сликара из друге половине 18. века, попут Теодора Илића Чешљара, Димитрија Поповића и других.

## Галерија
- Владичански двор
- Кабинет владике
- Каљава пећ из 1911. у сецесионистичком стилу у кабинету владике
- Улаз у Владичански двор
- Иконостас
- Владичански двор кроз капију